# Veiligheidsregio Amsterdam-Amstelland

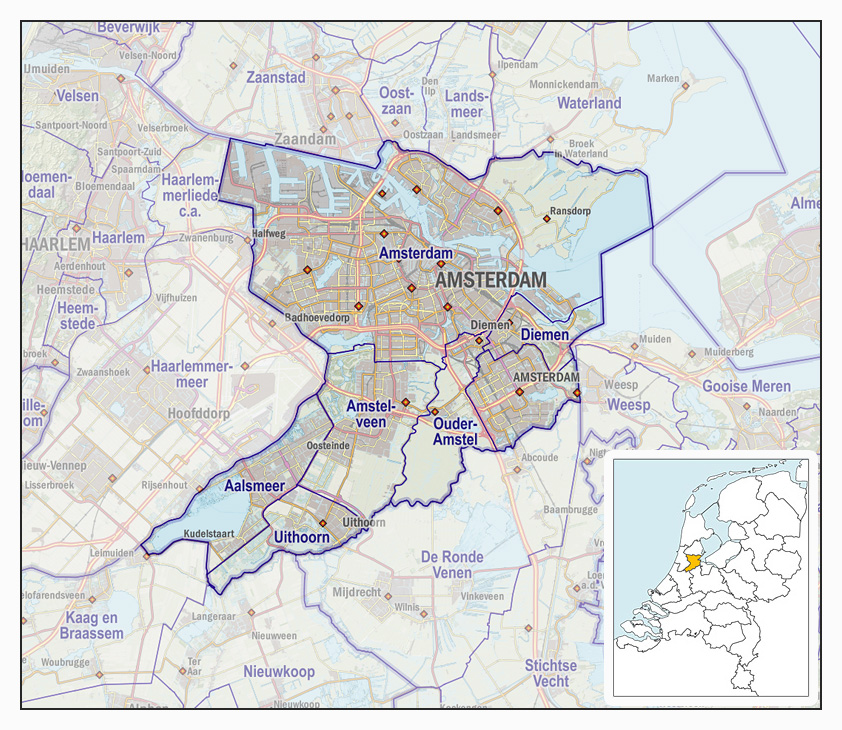
Veiligheidsregio Amsterdam-Amstelland, impressie van het landschap en indeling van gemeenten (2017)

De veiligheidsregio Amsterdam-Amstelland is een Nederlandse veiligheidsregio, zijnde een van de vijf veiligheidsregio's die geheel binnen de provincie Noord-Holland vallen. Een veiligheidsregio is in Nederland een samenwerkingsverband van de hulpverleningsdiensten op basis van de Wet Gemeenschappelijke Regelingen en de wet Veiligheidsregio's, ten behoeve van fysieke veiligheid.

## Regioprofiel
- Inwoners: 981.095 (2013, CBS)
- Landoppervlakte: 304 km²
- Sinds 2008 behoort de luchthaven Schiphol tot het verzorgingsgebied van de regio Kennemerland.
- De regio is dichtbevolkt (3.479 inwoners/km²) en kent naast Schiphol ook zware industrie in het havengebied (zie kaart).
- De gemeente Amsterdam is qua inwoneraantal met 934.927 inwoners (1 januari 2024, CBS) de grootste gemeente van Nederland, terwijl de veiligheidsregio qua oppervlakte een van de kleinste is.
- Grote nieuwbouwprojecten in het IJmeer (Amsterdam-Oost).
- Grote evenementen in Amsterdam zoals Sail/HISWA, Pride Amsterdam en de Vrijmarkt.

## Risico's

### Terrein
- BRZO (Besluit Risico's Zware Ongevallen 2015) risicolocaties vooral in het Westelijk Havengebied, maar ook in de gemeenten Diemen en Uithoorn.
- De regio is bijzonder dichtbevolkt en heeft een zwaarbelaste wegeninfrastructuur.
- Het vliegverkeer rondom de luchthaven Schiphol zorgt voor potentiële risico's. Ook de milieuvraagstukken door het luchtvaartverkeer blijven op de politieke agenda.

### Infrastructuur
- De regio kent zeker vier risicotunnels (Coentunnel, IJ-tunnel, Zeeburgertunnel, Piet Heintunnel) en er komen meer tunnels bij de komende jaren.
- Vervoer van gevaarlijke stoffen over het Noordzeekanaal van en naar Amsterdam.

### Sociaal-fysiek
- Grote evenementen zoals Koningsdag, de Vrijmarkt en de HISWA kunnen bij warmte en grote drukte zorgen voor risico's voor de openbare orde.

## Instanties
- Brandweer
- GHOR
- Gemeenten: Aalsmeer, Amstelveen, Amsterdam, Diemen, Ouder-Amstel en Uithoorn.
- Provincie
- Politie
- Justitie
- Waterschappen
- Rijkswaterstaat
- Reddingsbrigade
- Ziekenhuizen
- Defensie
- Energiesector